# Luiz Eduardo Azevedo Dantas
Luiz Eduardo Azevedo Dantas, meglio noto come Luiz Eduardo (Parelhas, 24 maggio 1985), è un ex calciatore brasiliano, di ruolo attaccante.

## Carriera
Ha giocato nella massima serie bulgara e nella seconda divisione brasiliana.